# Missa sine nomine (Roman)
Missa sine nomine (zu deutsch: Messe ohne Namen) ist der letzte Roman von Ernst Wiechert. Er handelt unmittelbar nach Ende des Zweiten Weltkrieges an einem ungenannten Ort in Deutschland.

## Figuren
Hauptfiguren sind die drei Brüder und Freiherren Amadeus, Erasmus und Ägidius Liljecrona, die einander nach Jahren wieder begegnen. Amadeus war in einem Konzentrationslager, Erasmus ist General in Ruhestand, Ägidius bewirtschaftete bis zur Flucht aus Ostpreußen das Familiengut.
Nebenfiguren sind der Förster Buschan, seine Frau, die gemeinsame Tochter Barbara, der frühere Kutscher Christoph, der evangelische Pfarrer Wittkopp, der US-amerikanische Oberleutnant John Hilary Kelley und der jüdische Händler Jakob. 
Ort des Geschehens ist ein altes Schloss mit Försterhaus und Schafstall, das zu Beginn einen Stab der United States Army beherbergt und später von den deutschen Behörden beschlagnahmt wird, um hier Vertriebene unterzubringen. 

## Handlung
Zu Beginn versucht der heimgekehrte Amadeus, wieder ins Zivilleben zurückzufinden und eine Beziehung zu seinen schmerzlich vermissten Brüdern aufzunehmen, die inzwischen den Schafstall des Schlosses bewohnen. Er gesteht sich ein, dass ihm die einsamen Wanderungen um das Moor und andere Naturerlebnisse wichtiger sind als der Kontakt mit Menschen. Der fließend Deutsch sprechende Soldat Kelley gibt ihm den Rat, das Schreckliche durch Aufschreiben zu verarbeiten, und Amadeus befolgt ihn. 
Den Freiherren wird die Figur der etwa 18 Jahre alten Förstertochter Barbara gegenübergestellt, die durch ihren Vater zu einer Anhängerin Adolf Hitlers und des Nationalsozialismus geworden war und die sich nun nicht einzugestehen wagt, getäuscht worden zu sein; sie begegnet den amerikanischen Siegern mit Hass und den Freiherren mit Verachtung. Sie trifft einen Fremden, der namenlos bleibt und nur Der Dunkle genannt wird, und wird von ihm schwanger. Der Dunkle verschafft sich gewaltsam Zugang zu Häusern und Wohnungen und tötet Männer, Frauen und Kinder, wenn ihm nicht gegeben wird, was er verlangt. Er wird von einem Mann aus Litauen mit einem Fangeisen für Tiere gefangen, vor ein Gericht gestellt, zum Tode verurteilt und gehenkt. In der Folge plant Barbara ihre Rache an Amadeus, dem sie die Schuld für die Ergreifung ihres Freundes gibt: Sie beauftragt einige junge Leute, die Amadeus mit Schüssen verletzen. Als sie den Getroffenen am Waldrand am Boden liegen sieht, setzt sie sich zu ihm, um ihm beim Sterben zuzusehen. Amadeus gelingt es aber, Barbara zu überreden, Hilfe zu holen, und er kann gerettet werden. Während der Schwangerschaft kommt es bei Barbara zu einer radikalen Persönlichkeitsveränderung; sie glaubt nun, Amadeus sei der Vater ihres ungeborenen Kindes, und fürchtet, den wesentlich älteren Mann heiraten zu müssen. 
In der Zwischenzeit hat Ägidius die Stelle eines Verwalters eines benachbarten Gutes angenommen. Er heiratet die Gutsherrin und wird Vater. Erasmus begegnet einer Frau, die von sich sagt, sie besitze Zigarrenfabriken in Hamburg, und heiratet sie; als sich die Geschichte der Frau als falsch herausstellt, verschwindet sie ohne Abschied.

## Textausgabe
- Ernst Wiechert: Missa sine nomine. Desch, München 1950.